# 入田義実
入田 義実（にゅうた よしざね）は、戦国時代から安土桃山時代にかけての武将。大友氏、島津氏の家臣。入田氏11代当主。直入郡入田荘領主。

## 生涯
天文2年（1533年）、大友氏の重臣・入田親誠（親実）の子として、豊後国入田神原城で生まれる。
天文19年（1550年）、大友氏の内紛である二階崩れの変において父・親誠が殺害され没落。一時は流浪の身となるが、天正8年（1580年）頃に変の際は若年だったことが考慮され、大友宗麟から帰参を許される。筑前国鞍手郡若宮荘350町など一部の所領を回復したが、その後は冷遇されたため、耳川の戦いにおける大敗で大友氏が衰退して島津義久の侵攻を受けるようになると、天正13年（1585年）志賀親度（道易）と連携して新納忠元を介して島津氏と内通した（ただし、大友義統と対立して戸次統貞に攻められたため、やむなく内通したという説もある）。
天正14年（1586年）から島津義弘による豊後侵攻（豊薩合戦）が始まると、義実は島津軍の案内役を務めた。翌15年（1587年）に宗麟の援軍要請に応じた豊臣秀吉による九州平定が開始されると、島津軍は豊後を放棄して薩摩国に撤退し、義実もこれに従った。以後は島津氏の家臣として仕え、義久から日向国に30町の所領を与えられている。
慶長6年（1601年）に死去。享年69。
子の氏虎（氏隆）は島津義弘に従い関ヶ原の戦いに参戦し、以後は高岡（現・宮崎県宮崎市高岡町）衆中となる。